# Relaciones Francia-Israel
Las relaciones Francia-Israel son los vínculos bilaterales entre la República Francesa y el Estado de Israel.
Francia fue el principal proveedor de armas de Israel hasta la retirada francesa de Argelia en 1962. Tres días antes del estallido de la guerra de los Seis Días en 1967, el gobierno de Charles de Gaulle impuso un embargo de armas en la región, que afectó principalmente a Israel. Bajo el gobierno de François Mitterrand a principios de los años 1980, las relaciones bilaterales mejoraron enormemente. Mitterrand fue el primer presidente francés que visitó Israel mientras estaba en el cargo. Después de ser elegido presidente en mayo de 2007, Nicolas Sarkozy dijo que se negaría a saludar a cualquier líder mundial que no reconociera el derecho de Israel a existir. Las relaciones han seguido mejorando desde 2017, bajo la presidencia de Emmanuel Macron.

## Historia

### Antes de la independencia
Napoleón, emperador del Primer Imperio Francés, declaró la emancipación mediante su decreto permitiendo a los judíos ser libres de adorar su religión y prohibiendo cualquier tipo de persecución al pueblo judío, y obtuvo el título de libertador. 
El asunto Dreyfus entre 1894 y 1906 fue la primera y bastante amarga conexión entre el Movimiento Sionista y Francia. El derrocamiento de un oficial judío francés en un estado europeo moderno motivó a Theodor Herzl a organizar el Primer Congreso Sionista y prometer un hogar para los judíos en 1897. Durante el Cuarto Congreso Sionista en Londres en 1900, Herzl dijo en su discurso allí que "...no hay necesidad de justificar la celebración del Congreso en Londres. Inglaterra es uno de los últimos lugares del mundo donde hay libertad del odio antijudío."

### Desde la independencia hasta finales delsigloXX

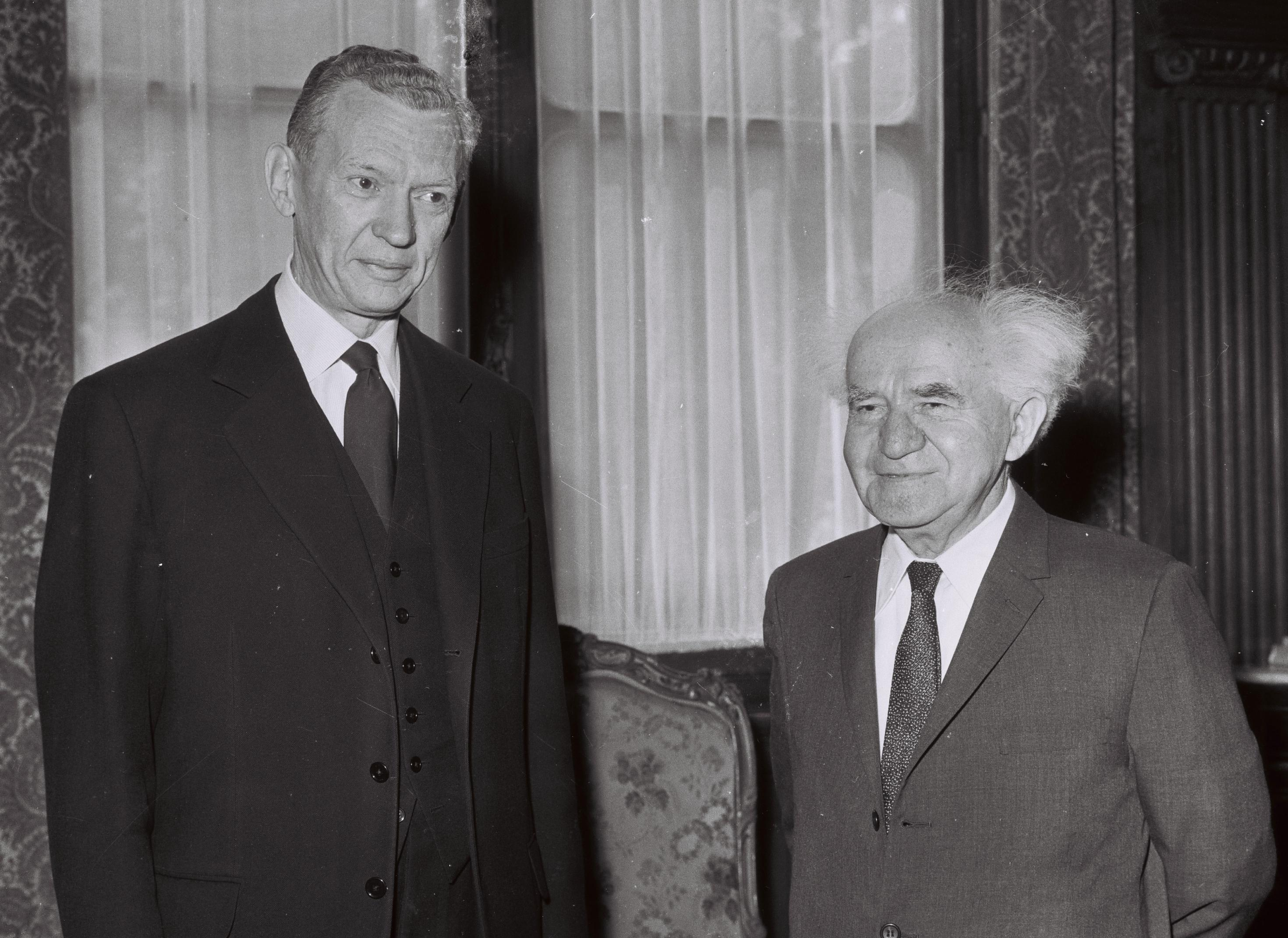
El ministro de Asuntos Exteriores francés, Maurice Couve de Murville, con Ben-Gurion.

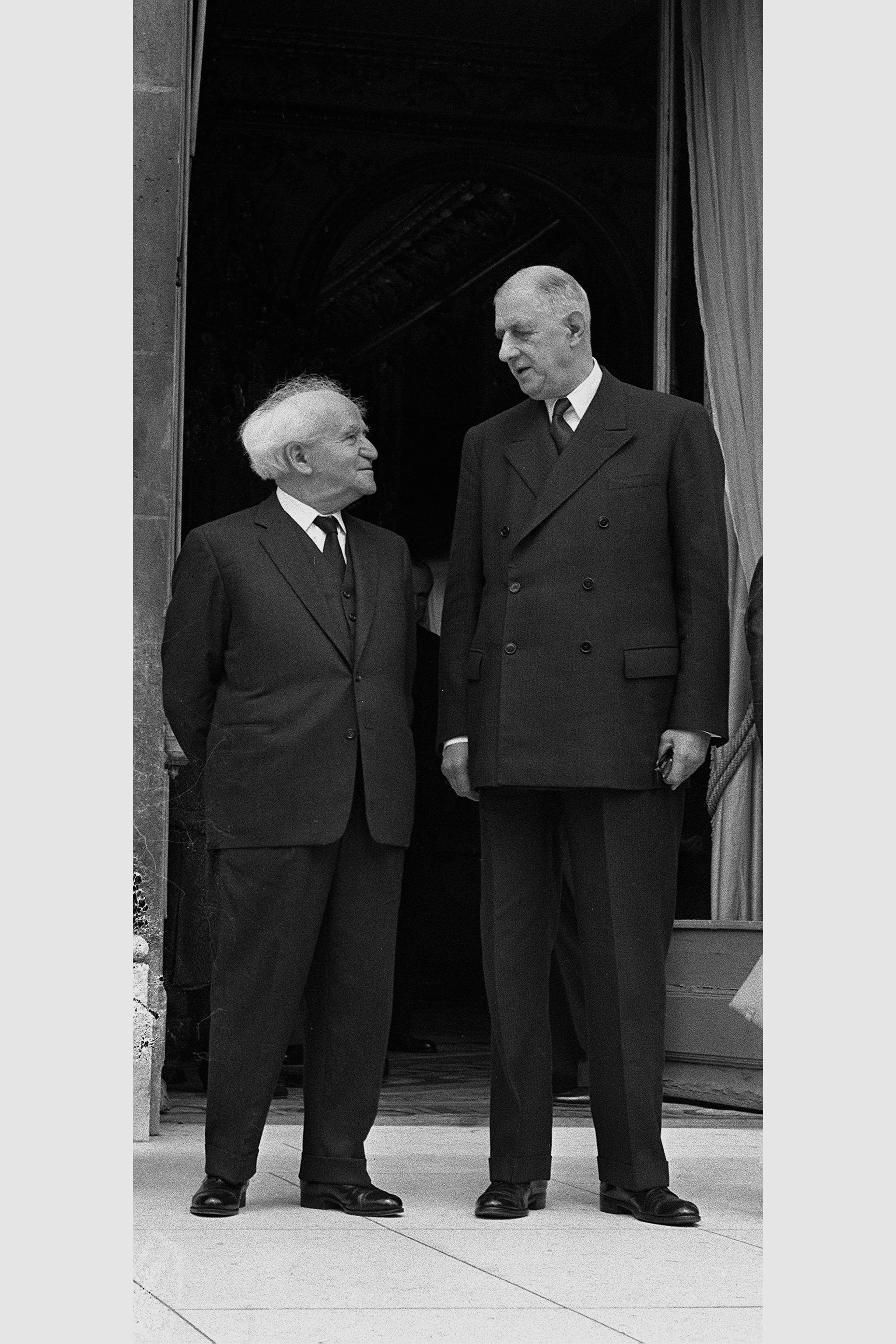
14 de junio de 1960, primer encuentro entre David Ben-Gurion y Charles de Gaulle en el Palacio del Eliseo

Después de la liberación de Francia por las fuerzas aliadas, David Ben-Gurion confiaba en que Charles de Gaulle lo ayudaría en la fundación de un estado judío. El 12 de enero de 1949 Francia reconoció la existencia de Israel y apoyó la decisión de Israel de unirse a las Naciones Unidas. Francia compartía entonces con Israel un interés estratégico contra el nacionalismo árabe radical, ya que tenía que hacer frente al sentimiento nacionalista en sus territorios argelinos. A finales de la década de 1950, Francia suministró a Israel el Mirage, el avión más avanzado de Israel hasta la fecha y su primer avión de combate de vanguardia.
La crisis de Suez de 1956 marcó un hito en las relaciones franco-israelíes. Israel, Francia y el Reino Unido habían conspirado por el control del Canal de Suez . Israel inició una invasión sorpresa de Egipto, seguida por el Reino Unido y Francia . Los objetivos eran recuperar el control occidental del Canal de Suez y destituir del poder al presidente egipcio Gamal Abdel Nasser, así como reabrir el estrecho de Tirán a la navegación israelí y detener las incursiones fedayines patrocinadas por Egipto en Israel. Una vez que comenzaron los combates, Estados Unidos, la Unión Soviética y las Naciones Unidas obligaron al Reino Unido y Francia a retirarse. Israel sabiamente resistió unos meses más hasta el establecimiento de la FENU, que garantizaba la libertad de navegación para Israel en el Estrecho de Tirán .
En octubre de 1957 se firmó un acuerdo entre Francia e Israel sobre la construcción de una central nuclear en Israel, que se completó en 1963. Shimon Peres, fue el político que negoció el acuerdo. En el documental de Michael Karpin de 2001 Una bomba en el sótano, Abel Thomas, jefe del gabinete político del Ministro de Defensa de Francia en ese momento, dijo que Francis Perrin, jefe de la Comisión Francesa de Energía Atómica, aconsejó al entonces Primer Ministro Guy Mollet que Israel debería ser provisto de una bomba nuclear. Según el documental, Francia proporcionó a Israel un reactor nuclear y personal para instalarlo en Israel junto con uranio enriquecido y los medios para producir plutonio a cambio de apoyo en la Guerra de Suez. 
En 1960 Ben-Gurion llegó a Francia para la primera visita oficial de Israel. Hasta la guerra de los Seis Días, Francia era el principal proveedor de armas de Israel. Justo antes de la guerra de los Seis Días, en junio de 1967, el gobierno de Charles de Gaulle impuso un embargo de armas en la región, que afectó principalmente a Israel. En 1969, De Gaulle se retiró e Israel esperaba que el nuevo presidente Georges Pompidou lograra mejores relaciones, pero Pompidou continuó con el embargo de armas, tensando las relaciones una vez más.
En 1981, François Mitterrand fue elegido vigésimo primer presidente de la República Francesa . Mitterrand fue el primer jefe de Estado de izquierda desde 1957 y era considerado un amigo del pueblo judío y un amante de la Biblia . En 1982 visitó Israel y habló en el parlamento israelí, la Knesset . Tanto Israel como Francia desplegaron sus fuerzas armadas en el Líbano durante la guerra civil libanesa .

### Inicios del siglo 21

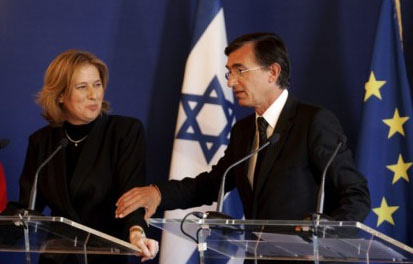
Tzipi Livni y el francés Douste-Blazy, 2006

En 2006, las exportaciones francesas a Israel ascendieron a 683 millones de euros (1,060 millones de dólares). Francia es el undécimo mayor proveedor de bienes de Israel y representa el noveno mercado más grande de Israel. Los principales artículos de exportación de Francia son los vehículos de motor, los plásticos, los productos químicos orgánicos, los productos de ingeniería aeronáutica y espacial, los perfumes y los cosméticos. El segundo mayor porcentaje de turistas que visitan Israel provienen de Francia. 
El 13 de febrero de 2008, Sarkozy habló en la cena anual del CRIF. El discurso fue visto como una señal de una nueva calidez entre el Palacio del Elíseo de Francia y los judíos franceses, cuyo lugar en la sociedad francesa se ha visto sacudido en los últimos años tras un aumento de los ataques antisemitas. "Israel puede contar con una nueva dinámica en sus relaciones con la Unión Europea", afirmó Sarkozy. "Francia nunca comprometerá la seguridad de Israel".
Israel acogió con agrado la dura postura de Sarkozy contra Hamás, respaldado por Irán, y Hezbolá, respaldado por Irán. Durante la Guerra del Líbano de 2006, Francia jugó un papel clave en los esfuerzos de Europa por lograr un rápido alto el fuego.

### 2010-Actualidad

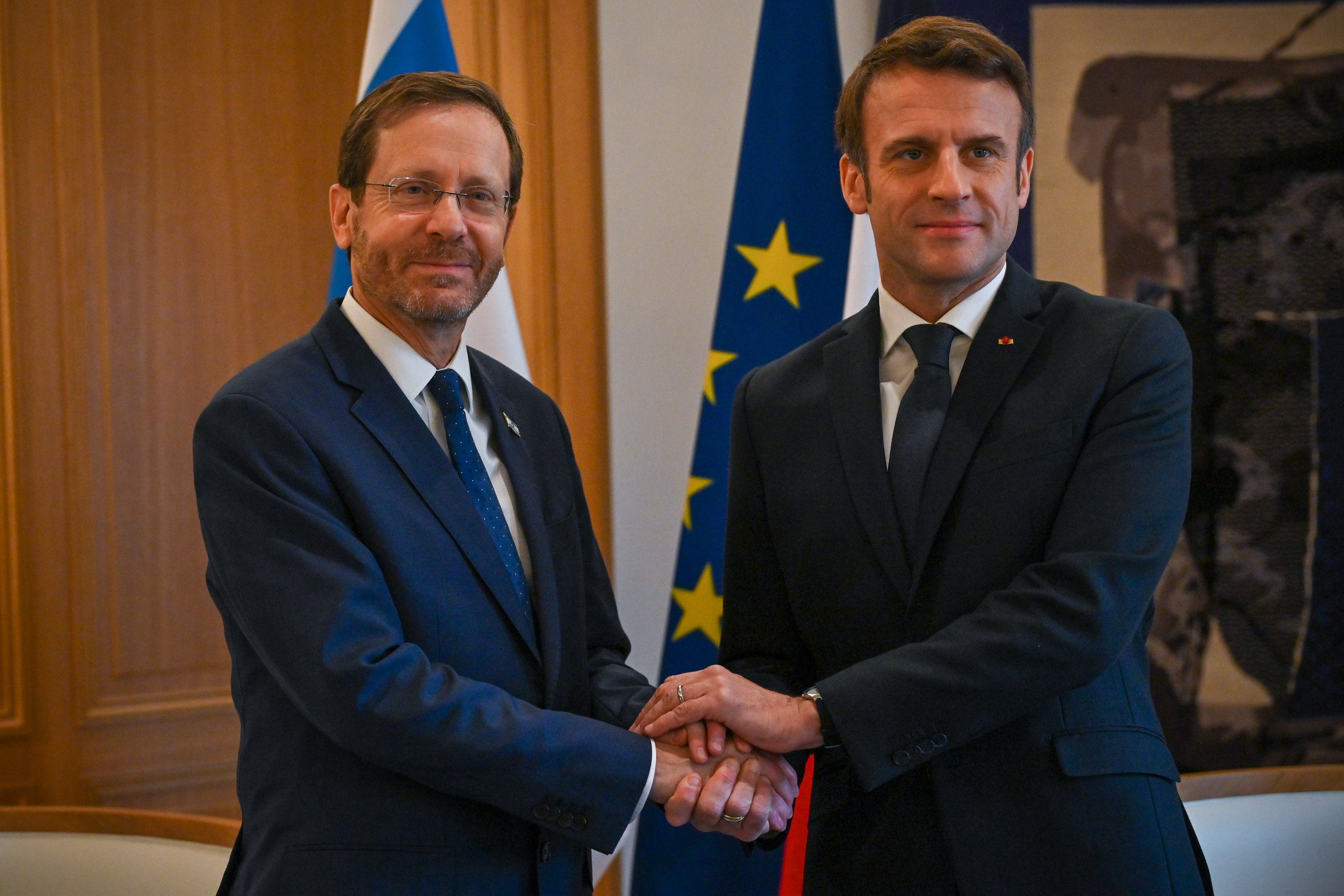
El presidente francés Emmanuel Macron con el presidente israelí Isaac Herzog, 2022

En enero de 2016, el Ministro de Asuntos Exteriores francés, Laurent Fabius, anunció que Francia convocaría una conferencia internacional con el objetivo de permitir nuevas conversaciones de paz entre israelíes y palestinos. Sin embargo, dijo que si estas conversaciones fracasaban, Francia reconocería un Estado palestino. Los funcionarios israelíes rechazaron lo que se consideró un ultimátum, mientras que los líderes de la oposición israelí dijeron que la amenaza francesa de reconocer a Palestina fue provocada por la fallida diplomacia del actual gobierno israelí. Francia aún tiene que reconocer a Palestina.
A medida que aumentaba la brecha turco-francesa tras las críticas del presidente francés Emmanuel Macron al terrorismo islamista, el presidente turco, Recep Tayyip Erdoğan, había comparado el trato a los musulmanes en Europa similar al trato nazi a los judíos en la Segunda Guerra Mundial. Esta declaración fue condenada en Israel, que señaló la ausencia del gobierno turco a la hora de expresar su solidaridad tras el asesinato del profesor francés Samuel Paty, además de acusar al gobierno turco de exagerar la situación y señalar las diferencias entre la política nazi en la Segunda Guerra Mundial y la lucha francesa. contra el extremismo islámico. Israel y Francia, junto con Rusia, Arabia Saudita, los Emiratos Árabes Unidos, Grecia, Chipre y Egipto, también han trabajado juntos recientemente contra Turquía en varios frentes, desde la cuestión kurda en Siria hasta los conflictos en Libia y Siria. 
En octubre de 2023, el presidente francés Macron condenó las acciones de Hamás durante la guerra entre Israel y Hamás y expresó su apoyo a Israel y su derecho a la autodefensa. Gabriel Attal, el primer ministro francés, defendió a Israel y sus acciones (en Gaza) en un discurso. También criticó a los oponentes de Israel. Calificó la oposición a Israel como absolutamente antisemita y consideró que la sociedad francesa era una sociedad incompleta sin judíos. 
En 2024, en Eurosatory, Francia prohibió a las empresas de defensa israelíes exponer en la feria de armas Eurosatory por la guerra en curso de esta última en Gaza. El Jerusalem Post informó que el Tribunal de Distrito de Francia también prohibió el sábado a "cualquier ciudadano israelí o intermediario de una empresa israelí".  

## Misiones diplomáticas residentes
- Francia tiene una embajada en Tel Aviv y un consulado general en Haifa . [26]
- Israel tiene una embajada en París y un consulado general en Marsella . [27]

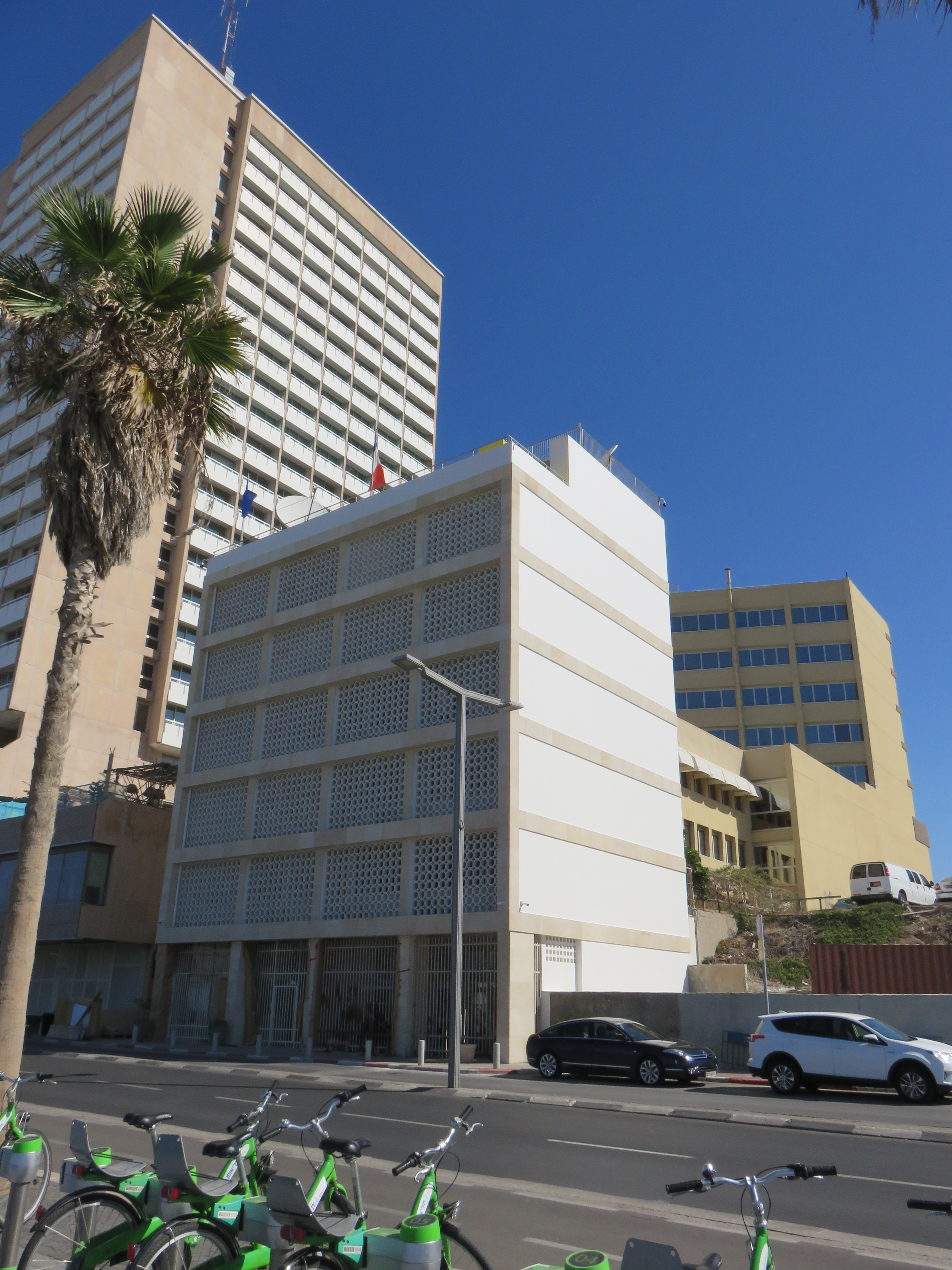
Embajada de Francia en Tel Aviv
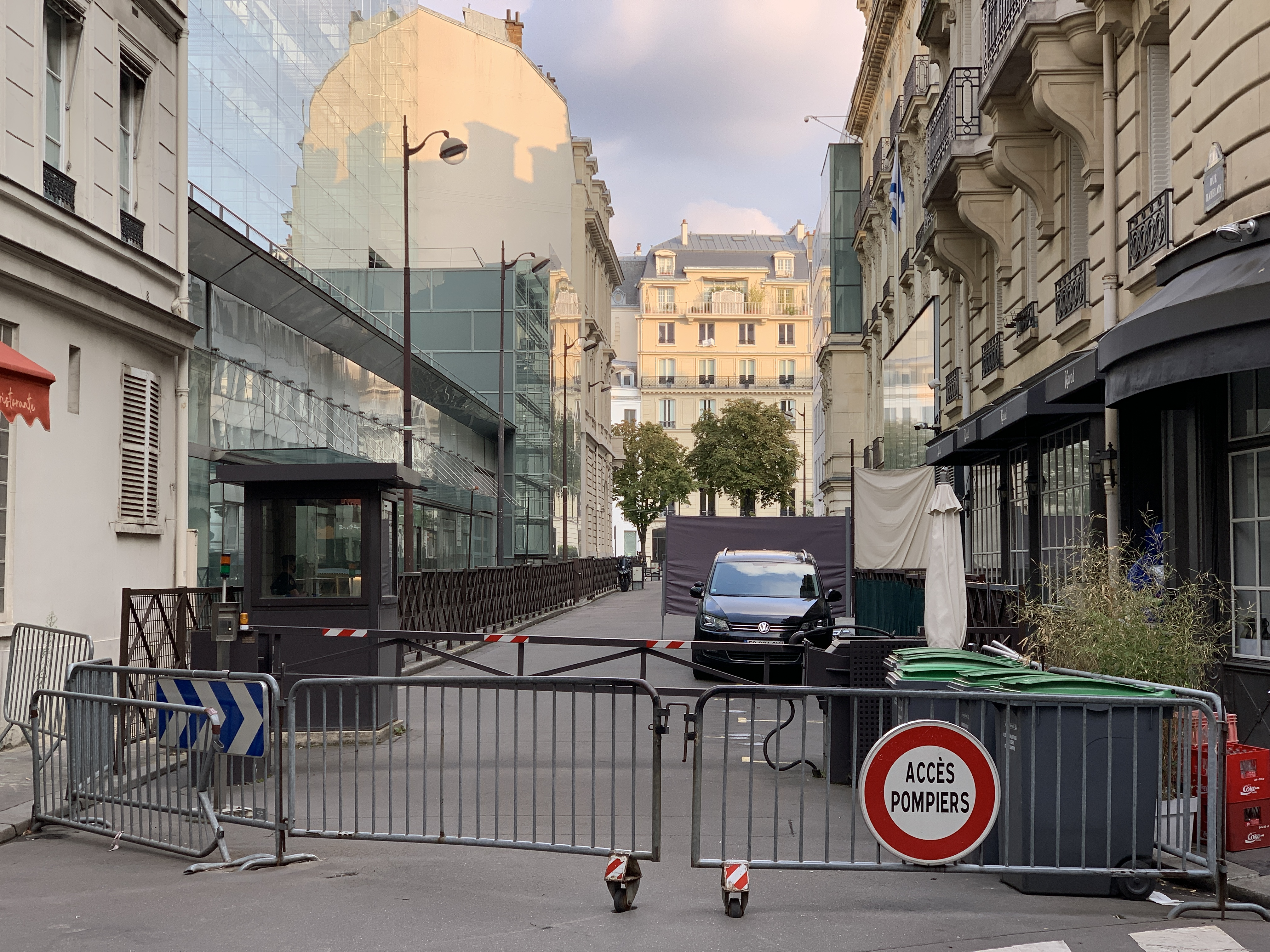
Embajada de Israel en París